# 沙恩·弗赖尔
沙恩·丹妮拉·弗赖尔（英語：Sharn Danielle Freier；2001年7月24日—），澳大利亚女子足球运动员，司职中场，目前效力于布里斯班狮吼足球俱乐部和澳大利亚国家女子足球队。她曾代表澳大利亚参加2024年夏季奥林匹克运动会女子足球比赛。